# هشام خرما
هشام خرما هو مؤلف وموزع موسيقي مصري، اشتهر بعروضه الموسيقية في دار الأوبرا المصرية ومن أشهر أعماله حلق معى وشوف بقلبك وألبوم اليقين الذي قام بإصداره عام 2016.

## البداية والتعليم
ولد هشام خرما وترعرع بالقاهرة في مصر وعاش بين ميامي وهامبورغ ودبي، بدأ اللعب على البيانو في عمر لا يتجاوز التاسعة. حصل على درجة البكالوريوس في علوم الحاسبات من الجامعة الأمريكية بالقاهرة وقام باستكمال الدراسات العليا في مجال الإخراج الفني في مدرسة ميامي إيه دي بأمريكا.

## المسيرة الفنية
بدأ هشام خرما حياته الفنية من الجامعة حيث قام بتلحين وتوزيع عدد من المقطوعات الغنائية أثناء دراسته، منها إعادة التوزيع لمقطوعة فيلم شمس الزناتي للموسيقار هانى شنودة، وبعد الانتهاء من دراسته الجامعية بدأ العمل في مجال الدعاية والإعلان كمخرج إبداع ومن أشهر أعماله، الإعلان الدعائي لمستشفى أهل مصر لعلاج الحروق. وقد تم منحه لقب سفير لأهل مصر لإنسانية بلا حروق عن مبادرة أهل مصر للحروق وعن وضع موسيقي العمل الفني شوف بقلبك.
في عام 2010، أصدر خرما أول ألبوم رسمي له بعنوان الرحلة الأولى "First Voyage" مع فيرجين ميجاستور، وتلا ذلك ألبوم من إنتاج شركة سوني ميوزيك حيث قامت الشركة بدعوته لتمثيل مصر في أحد ألبومات سلسلتها الموسيقية «أرابيسك» مع الموسيقار اليوناني ياني والموسيقار التركي كان أتيلا. وفي نوفمبر 2016، أصدر خرما ألبومه الثالث بعنوان اليقين والذي يحتوي على 13 مقطوعة موسيقية استغرق العمل عليها ما يقارب الثلاث سنوات. في عام 2019، أصدر البومه الرابع بعنوان كن ويضم 10 مقطوعات موسيقية كما قام بتصوير فيديو كليب أغنية كن في أيسلندا.
في عام 2020، خاض أولى أعماله الموسيقية بالأعمال الدرامية وهي وضع وتلحين موسيقى التتر والموسيقي التصويرية لمسلسل النهاية وهو أول مسلسل مصري وعربي من نوعية مسلسلات الخيال العلمي والذي تم عرضه في رمضان 2020، في نفس العام قام بوضع الموسيقى التصويرية للفيلم المصري ماكو وتدور أحداث الفيلم حول حادث غرق العبارة سالم إكسبريس.

### المشاركة بالمناسبات المصرية والعالمية
شارك هشام خرما في العديد من المناسبات الدولية والمحلية مع العديد من الموسيقيين والفنانين، في عام 2018، شارك الموسيقار عمر خيرت فعاليات تكريم ذكرى الشيخ زايد بن سلطان آل نهيان ونصبه التذكاري المتحرك بمستشفي 57357، حيث قام الموسيقار عمر خيرت بتقديم لحن الشروق وتبعه خرما بتقديم لحن الغروب، في نفس العام شارك خرما في فعاليات منتدى شباب العالم المقام بشرم الشيخ حيث قام بوضع الموسيقى التصويرية لإفتتاح وفعاليات المنتدى. كما تعاون مع المطربة الهندية تانفي شاه نجمة فيلم Slumdog Millionaire في عمله الفني ولدت حرًا "Born Free" والذي سيتم إطلاقه قريبا.
أطلق مبادرة خيرية بعنوان «لو عندك دم» عن طريق إنشاء موقع إلكتروني يمكن من خلاله توصيل المتبرعين بالدم بالمجان إلى المحتاجين لعملية التبرع، قامت منظمة أشوكا الوطن العربي بمنح خرما زمالة المبادرة في العالم العربي عن مبادرته في تحسين الصحة في الوطن العربي.

### الألبومات
- الرحلة الأولى 2010
- أرابيسك 2012
- اليقين 2016
- كن 2019

### أغاني منفردة
- حلِق معى
- توكلت
- منطقي
- سهلة وبسيطة
- شوف بقلبك
- في الملكوت
- يومين
- مولد العبد
- مراكش
- ريميكس شمس الزناتي